# Der Turm des Schweigens
Der Turm des Schweigens è un film muto del 1925 diretto da Johannes Guter.

## Produzione
Il film fu prodotto dalla Decla-Film-Gesellschaft Holz & Co.

## Distribuzione
Distribuito in Germania dalla Universum Film (UFA), il film fu presentato a Berlino il 29 gennaio 1925. In Finlandia, uscì il 7 dicembre di quello stesso anno mentre nel Regno Unito, fu distribuito il 5 aprile 1926 con il titolo The Tower of Silence. In Giappone, venne distribuito il 20 giugno 1929.
Il 9 febbraio 2007, il film fu proiettato al Festival internazionale del cinema di Berlino.